# 盘龙峡瀑布
盘龙峡瀑布位于广东省德庆县盘龙峡生态旅游景区，由东西两大瀑布群组成，在方圆1平方千米的区域内有约100个大小瀑布。
盘龙峡瀑布是十级以上的梯级式瀑布群，整体落差约300米，水流长度共5.3千米。
- 东瀑布群最主要的瀑布有『聆天瀑布』、『烟雨瀑布』及『盘龙瀑布』，落差都在60米左右。

- 西瀑布群的主瀑为『腾龙瀑布』，落差90米，是整个瀑布群中最高最壮观的瀑布。